# Sara El Hachimi
Sara El Hachimi (6 giugno 2000) è una velocista marocchina.

## Record nazionali
Seniores
- Staffetta 200 m: 23"22 ( Kinshasa, 4 agosto 2023)
- Staffetta 4x400 m: 3'33"89 ( Kinshasa, 4 agosto 2023) (Salma Lehlali, Assia Raziki, Sara El Hachimi, Noura Ennadi)

## Progressione

### 200 metri piani
| Stagione | Misura | Luogo    | Data      | Rank. Mond. |
| -------- | ------ | -------- | --------- | ----------- |
| 2024     | 24"35  | Accra    | 21-3-2024 |             |
| 2023     | 23"22  | Kinshasa | 4-8-2023  |             |
| 2022     | 23"91  | Rabat    | 22-5-2022 |             |
| 2021     | 24"38  | Rabat    | 29-6-2021 |             |

### 400 metri piani
| Stagione | Misura | Luogo       | Data      | Rank. Mond. |
| -------- | ------ | ----------- | --------- | ----------- |
| 2024     | 53"37  | Accra       | 19-3-2024 |             |
| 2023     | 52"62  | Kinshasa    | 1-8-2023  |             |
| 2022     | 53"98  | Salé        | 8-5-2022  |             |
| 2021     | 55"30  | Rabat       | 27-6-2021 |             |
| 2020     | 54"32  | Fes         | 16-2-2020 |             |
| 2019     | 54"44  | Ben Slimane | 6-1-2019  |             |
| 2018     | 54"76  | Kenitra     | 24-6-2018 |             |
| 2017     | 57"27  | Fes         | 30-4-2017 |             |

## Palmarès
| Anno | Manifestazione           | Sede     | Evento            | Risultato  | Prestazione | Note                          |
| ---- | ------------------------ | -------- | ----------------- | ---------- | ----------- | ----------------------------- |
| 2017 | Africani U20             | Tlemcen  | 400 m hs          | Oro        | 1'00"62     | Miglior prestazione personale |
| 2017 | Mondiali U18             | Nairobi  | 400 m hs          | Batteria   | 1'00"79     |                               |
| 2019 | Africani U20             | Abidjan  | 400 m piani       | Argento    | 55"02       |                               |
| 2019 | Africani U20             | Abidjan  | 400 m hs          | 5ª         | 1'01"62     |                               |
| 2019 | Giochi panafricani       | Rabat    | 400 m hs          | Batteria   | 1'02"53     | [ 1 ]                         |
| 2022 | Giochi del Mediterraneo  | Orano    | 400 m piani       | 8ª         | 56"99       |                               |
| 2022 | Giochi del Mediterraneo  | Orano    | Staffetta 4x400 m | Finale     | dq          |                               |
| 2023 | Giochi della Francofonia | Kinshasa | 200 m piani       | Bronzo     | 23"22       | [ 2 ]                         |
| 2023 | Giochi della Francofonia | Kinshasa | 400 m piani       | Oro        | 52"62       | [ 2 ]                         |
| 2023 | Giochi della Francofonia | Kinshasa | Staffetta 4x400 m | Oro        | 3'33"89     | [ 2 ]                         |
| 2024 | Giochi panafricani       | Accra    | 200 m piani       | Semifinali | 24"35       | [ 3 ]                         |
| 2024 | Giochi panafricani       | Accra    | 400 m piani       | Semifinali | 53"37       | [ 4 ]                         |

## Campionati nazionali
- 1 volta campionessa nazionale marocchina dei 400 metri piani (2022)
- 1 volta campionessa nazionale marocchina dei 200 metri piani (2023)

2016
- Argento ai campionati marocchini (Salé), 100 m piani - 12"34
- Argento ai campionati marocchini (Salé), 200 m piani - 25"58

2021
- Argento ai campionati marocchini (Rabat), 200 m piani - 24"64
- Argento ai campionati marocchini (Rabat), 400 m piani - 55"30

2022
- Oro ai campionati marocchini (Rabat), 400 m piani - 54"99

2023
- Oro ai campionati marocchini (Rabat), 200 m piani - 23"70
- Argento ai campionati marocchini (Rabat), 400 m piani - 54"26

## Altre competizioni internazionali
2016
- 4ª alle Gymnasiadi ( Trebisonda), 400 m hs - 1'03"29

2021
- 6ª ai Giochi arabi ( Radès), 100 m piani - 14"21
- Oro ai Giochi arabi ( Radès), staffetta 4x100 m - 46"95

2022
- Bronzo ai Giochi della solidarietà islamica ( Konya), 400 metri piani - 54"32
- Bronzo ai Giochi della solidarietà islamica ( Konya), staffetta 4x400 m - 3'35"86
- Argento ai Giochi della solidarietà islamica ( Konya), staffetta 4x400 m mista - 3'20"29

2023
- Bronzo ai Campionati arabi ( Marrakech), 200 m piani - 23"99
- Argento ai Campionati arabi ( Marrakech), 400 m piani - 54"18
- Bronzo ai Giochi arabi ( Algeri), 200 m piani - 23"89
- Bronzo ai Giochi arabi ( Algeri), 400 m piani - 53"38
- Oro ai Giochi arabi ( Algeri), staffetta 4x400 m - 3'35"80